# Mecranium amygdalinum
Mecranium amygdalinum là một loài thực vật có hoa trong họ Mua. Loài này được (Desr.) C. Wright mô tả khoa học đầu tiên năm 1869.